# Most Márie Valérie

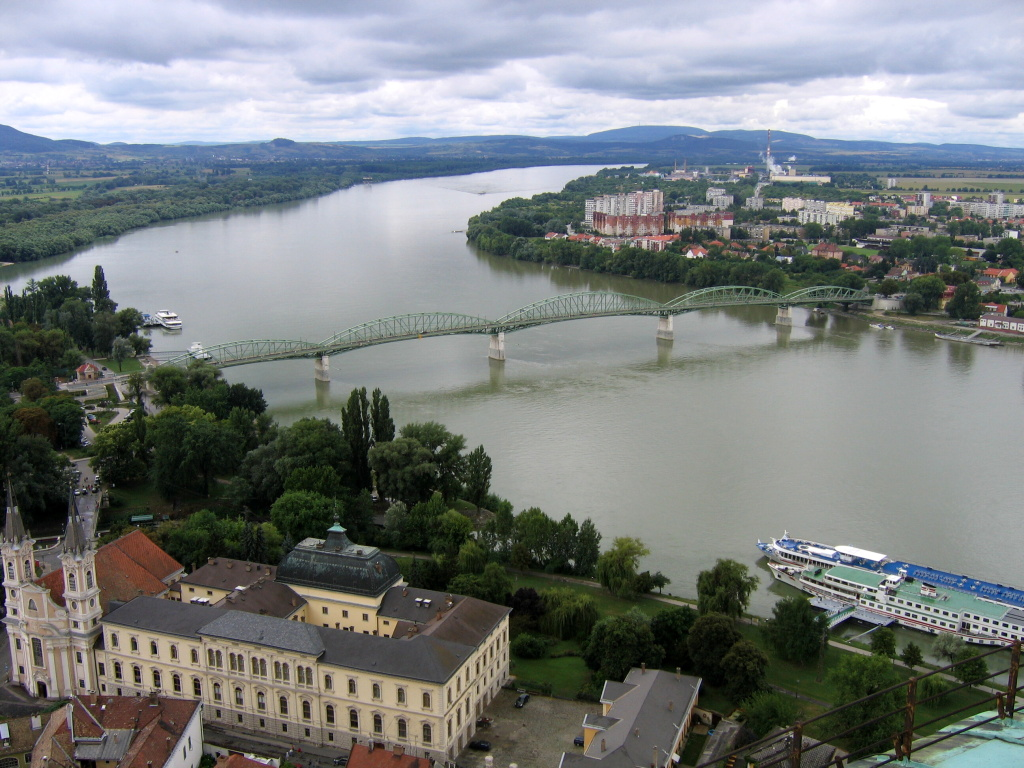
Most Márie Valérie, pohled z ostřihomské katedrály

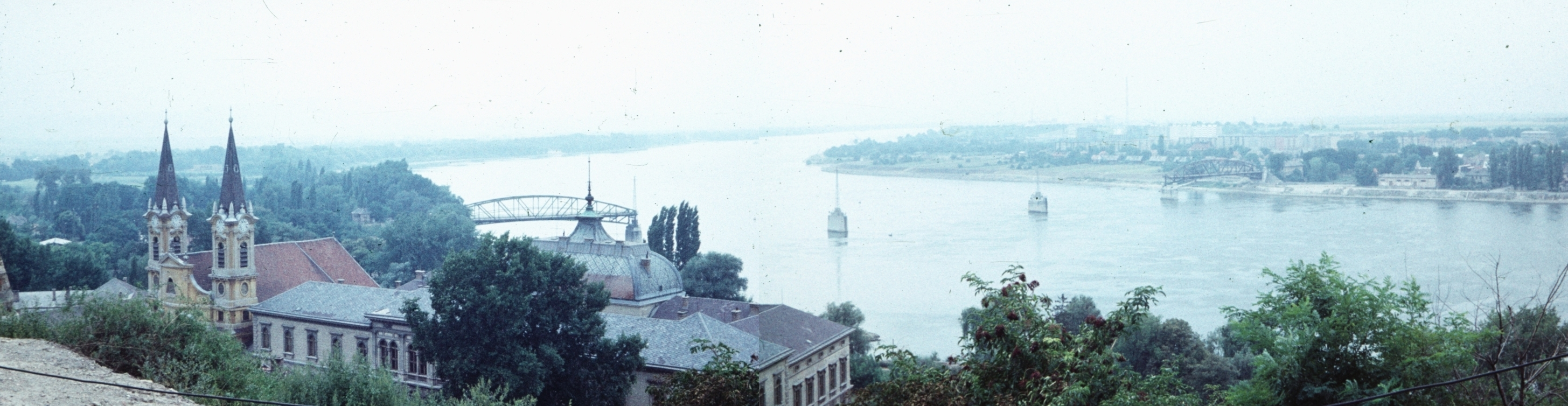
Most v roce 1969 s chybějícími třemi prostředními oblouky

Most Márie Valérie (maďarsky Mária Valéria híd) je most postavený v roce 1895 přes řeku Dunaj, spojující slovenské Štúrovo a maďarský Ostřihom. Jméno získal po nejmladší dceři císaře Františka Josefa I. Marii Valerii Habsbursko-Lotrinské. V roce 1919 byl jeden z mostních oblouků zničen, k obnově mostu došlo v roce 1925. Za druhé světové války v roce 1944 vyhodila ustupující německá armáda tři střední oblouky mostu do povětří. Znovu opraven a otevřen byl až v roce 2001.

## Výstavba

### Určení polohy mostu
Poloha mostu Marie Valérie byla vytyčena přibližně o 120 metrů proti proudu řeky od osové čáry původního pontonového mostu. Hlavním důvodem bylo to, aby se doprava nejkratší cestou nasměrovala do centra Ostřihomi. Most leží na 1718,5 říčním kilometru řeky Dunaj.

### Geologický průzkum
Průzkum podloží pro zakládání mostních pilířů byl proveden mezi 3. listopadem 1893 a 16. lednem 1894. Četnými vrty se zjistila tato charakteristika a mocnost vrstev podloží Dunaje:
- Ostřihomský břeh – písčitý jíl – 100 cm, hrubý štěrk – 750 cm, tvrdý písčitý šedý jíl – 200 cm a tvrdý modrý jíl
- Štúrovský břeh – hrubý štěrk – 250 cm, tvrdý šedý jíl – 200 cm, písčitý jíl – 500 cm, jílovitý písek – 350 cm, modrý jíl

### Tvar mostu
Z estetického hlediska byla aplikována mostní pole s různými délkami. Původní nápad patří maďarskému architektovi Jánosi Feketeházymu, který navrhl i silniční most v Komárně. K přemostění bylo navrženo 5 mostních polí v celkové délce 496 metrů.

## Historie přechodu přes Dunaj do roku 1895

### Římská říše
Nejstarší písemná zmínka pochází z římského období, z druhé poloviny druhého století našeho letopočtu. Císař Marcus Aurelius vedl vojenské výpravy na dolní Pohronie a předpokládá se, že římské legie překonávaly Dunaj právě v tomto místě.

### Turecký pontonový most
Přibližně 42 let po obsazení Ostřihomi Turky v roce 1543 byl v roce 1585 vybudován pontonový most, který téměř 100 let zabezpečoval spojení mezi oběma břehy Dunaje. Most byl v roce 1663 zničen a následně obnoven. Nicméně v roce 1683 byl most definitivně zničen během bitvy u Párkány.

### Létající most
V roce 1762 byla dána do provozu nová mobilní konstrukce, takzvaný létající most. Létající most (tzv. kompa) je plovoucí zařízení ve tvaru lodě či plošiny posunující se po laně ukotveném na obou březích proti sobě (kompa). V tomto případě bylo asi 400 m lano položeno na 7 loďkách v 50 metrových vzdálenostech. Most byl během revoluce 1848 - 1849 v Uhersku zničen, ale následně i opraven.